# Densmore (1879)
Densmore (1879) — метеорит-хондрит масою 37200 грам.